# Сторм-Лейк (Айова)
Сторм-Лейк (англ. Storm Lake) — місто (англ. city) в США, в окрузі Буена-Віста штату Айова. Населення — 11 269 осіб (2020).

## Географія
Сторм-Лейк розташований за координатами 42°38′39″ пн. ш. 95°11′56″ зх. д. / 42.64417° пн. ш. 95.19889° зх. д. (42.644083, -95.199001). За даними Бюро перепису населення США в 2010 році місто мало площу 10,58 км², уся площа — суходіл. В 2017 році площа становила 13,66 км², уся площа — суходіл.

## Демографія
Згідно з переписом 2010 року, у місті мешкало 10 600 осіб у 3536 домогосподарствах у складі 2280 родин. Густота населення становила 1002 особи/км². Було 3791 помешкання (358/км²).
Расовий склад населення:
| - 68,4 % — білих - 9,8 % — азіатів - 4,4 % — чорних або афроамериканців - 0,9 % — вихідців з тихоокеанських островів - 0,4 % — корінних американців - 13,6 % — осіб інших рас |

До двох чи більше рас належало 2,4 %. Частка іспаномовних становила 36,1 % від усіх жителів.
За віковим діапазоном населення розподілялося таким чином: 25,9 % — особи молодші 18 років, 61,6 % — особи у віці 18—64 років, 12,5 % — особи у віці 65 років та старші. Медіана віку мешканця становила 30,8 року. На 100 осіб жіночої статі у місті припадало 100,3 чоловіків; на 100 жінок у віці від 18 років та старших — 98,4 чоловіків також старших 18 років.
Середній дохід на одне домашнє господарство становив 59 336 доларів США (медіана — 43 539), а середній дохід на одну сім'ю — 67 733 долари (медіана — 53 362). Медіана доходів становила 32 127 доларів для чоловіків та 31 210 доларів для жінок. За межею бідності перебувало 15,2 % осіб, у тому числі 18,6 % дітей у віці до 18 років та 13,0 % осіб у віці 65 років та старших.
Цивільне працевлаштоване населення становило 5570 осіб. Основні галузі зайнятості: виробництво — 41,8 %, освіта, охорона здоров'я та соціальна допомога — 23,2 %, роздрібна торгівля — 12,3 %, мистецтво, розваги та відпочинок — 6,3 %.

## Відомі уродженці
- Стів Кінг — американський політик з Республіканської партії. Член Палати представників США від Айови з 2003 року.